# 앙가 (전륜성왕)
앙가(산스크리트어: अंग)는 앙가 왕국의 전설적인 시조이다. 마하바라타에서 전륜성왕 중 한 명이라 언급된다.